# Liberty (Nova York)
Liberty és una població dels Estats Units a l'estat de Nova York. Segons el cens del 2000 tenia 3.975 habitants.

## Demografia
Segons el cens del 2000, Liberty tenia 3.975 habitants, 1.646 habitatges, i 893 famílies. La densitat de població era de 642,2 habitants/km².
Dels 1.646 habitatges en un 30,1% hi vivien nens de menys de 18 anys, en un 32,8% hi vivien parelles casades, en un 16,5% dones solteres, i en un 45,7% no eren unitats familiars. En el 38,4% dels habitatges hi vivien persones soles el 17,2% de les quals corresponia a persones de 65 anys o més que vivien soles. El nombre mitjà de persones vivint en cada habitatge era de 2,3 i el nombre mitjà de persones que vivien en cada família era de 3,09.
Per edats la població es repartia de la següent manera: un 25,5% tenia menys de 18 anys, un 7,3% entre 18 i 24, un 25,2% entre 25 i 44, un 23,4% de 45 a 60 i un 18,6% 65 anys o més.
L'edat mediana era de 40 anys. Per cada 100 dones de 18 o més anys hi havia 79,7 homes.
La renda mediana per habitatge era de 27.903 $ i la renda mediana per família de 35.265 $. Els homes tenien una renda mediana de 26.823 $ mentre que les dones 27.813 $. La renda per capita de la població era de 19.180 $. Entorn del 12,7% de les famílies i el 15,3% de la població estaven per davall del llindar de pobresa.